# 23e régiment d'infanterie (France)
Pour les articles homonymes, voir 23e régiment.
Le 23e régiment d'infanterie (23e RI) est un régiment d'infanterie de l'Armée de terre française.
Il est créé sous la Révolution à partir du régiment Royal, un régiment français d'Ancien Régime. Il combat pendant les guerres de la Révolution et de l'Empire.

## Création et différentes dénominations
- 1er janvier 1791 : tous les régiments prennent un nom composé du nom de leur arme avec un numéro d’ordre donné selon leur ancienneté. Le régiment Royal devient le 23e régiment d'infanterie de ligne ci-devant Royal.
- 1794 : amalgamé, il prend le nom de 23e demi-brigade de première formation
- 1796 : reformé en tant que 23e demi-brigade de deuxième formation
- 1803 : renommé 23e régiment d'infanterie de ligne
- 1814 : pendant la Première Restauration et les Cent-Jours, le régiment garde son numéro
- 16 juillet 1815 : comme l'ensemble de l'armée napoléonienne, il est licencié à la Seconde Restauration
- 11 août 1815 : création de la légion de la Loire-Inférieure ;
- 1820 : la légion de la Loire-Inférieure devient le 23e régiment d'infanterie de ligne.
- 1832 : renommé 23e régiment d'infanterie ;
- 1835 : renommé 23e régiment d'infanterie de forteresse de la Lauter ;
- 1884 : renommé 23e régiment d'infanterie ;
- 1914 : met sur pied son régiment de réserve, le 223e régiment d'infanterie, à la mobilisation d'août ;
- 1939 : 23e régiment d'infanterie de forteresse ;
- 1942 : disloqué ;
- 1945 : 23e régiment d'infanterie ;
- 1946 : 23e bataillon d'infanterie ;
- 1948 : dissous ;
- 1954 : 23e régiment d'infanterie ;
- 1962 : dissous ;
- 1964 : 23e régiment d'infanterie ;
- 1976 : dissous.

## Chefs de corps
- 21 octobre 1791 : Colonel Jean-Charles de Myon ;
- 5 février 1792 : Colonel Charles Grangier de la Ferrière ;
- 1794 : chef-de-brigade Geraud ;
- 1796 : chef-de-brigade Deshayes ;
- 1796 : chef-de-brigade Menne (?) ;
- 1802 : Albert-François Deriot ;
- 1806 : colonel Jean-Frederic Minal (blessé le 17 mai 1809) ;
- 1811 : colonel Joseph Latour (blessé les 2 mai et 20 mai 1813) (*) ;
- 1813 : colonel Jean-Honore Vernier (blessé les 6 septembre et 3 octobre 1813).
- 1870 : colonel Rolland
- 1880 : colonel Alexandre
- 1887 : colonel Thevenin
- 1891 : colonel de Gérault de Langalerie
- 1894 : colonel de Serres
- 1897 : colonel Durand (**)
- 1907 : colonel Dupuis
- 1914 : colonel Hérouard
- 1914 : lieutenant colonel Sohier
- 1917 : lieutenant colonel Brindel
- 1917 : colonel Bares
- 1917 : colonel MeyerLe lieutenant-colonel Bienaymé en 1920, portant l'uniforme de son régiment.

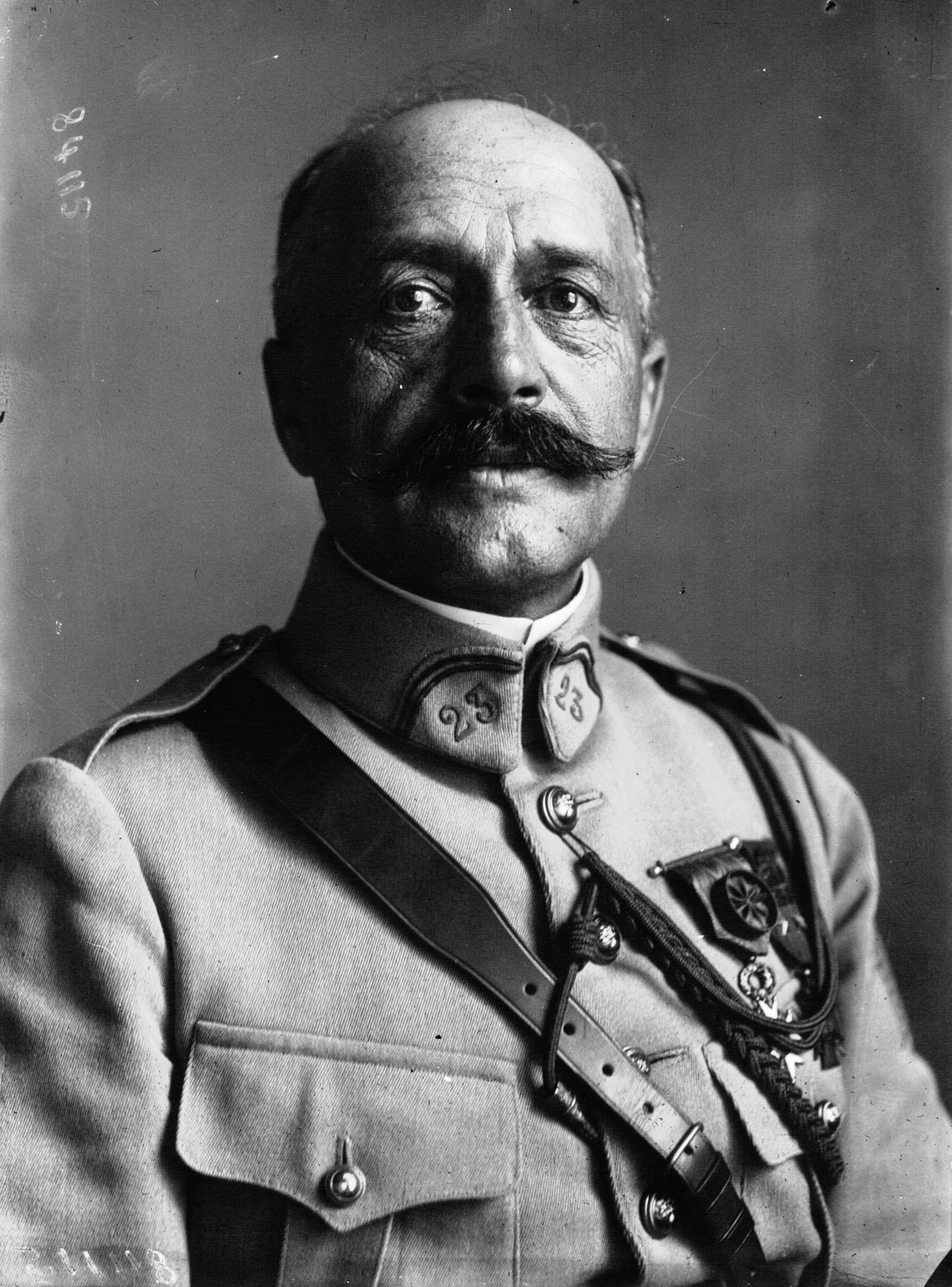
Le lieutenant-colonel Bienaymé en 1920, portant l'uniforme de son régiment.

- 1918 : lieutenant colonel Bienaymé
- 1918 : lieutenant colonel Oechminchen
- 1918: lieutenant colonel Mascarel
- 1923 : Colonel Pellegrin
- 1927 : Colonel Rochard
- 1930 : Colonel Blin
- 1932 : Colonel Creskens
- 1936 : Colonel L. Senselme
- 1939 - 1940 : Lieutenant-Colonel M. Lefèvre
- 1942 : Colonel Lacroisade
- 1954 : Colonel Buchalet
- 1955 : Colonel Widerspach-Thor
- 1958-1959: Colonel de Laruelle…
- 1960-1962: Colonel Estadieu
- 1964 Colonel Brageux
- 1966-1968 : Colonel Colin (*)
- 1968-1970: Colonel Loriaut (*)
- 1970-....: Colonel Denis (*)
- 1972 : Lieutenant-Colonel Hanss
- 1974-1976 : Colonel A. Eberhardt (*).
- 1976-1978 : Colonel J. Kieffer (*)

(*) Officier qui devint par la suite général de brigade.

(**) Officier qui devint par la suite général de division.

## Historique des garnisons, combats et batailles du23eRI

### 23erégimentd'infanterie de ligne ci-devant Royal (1791-1794)

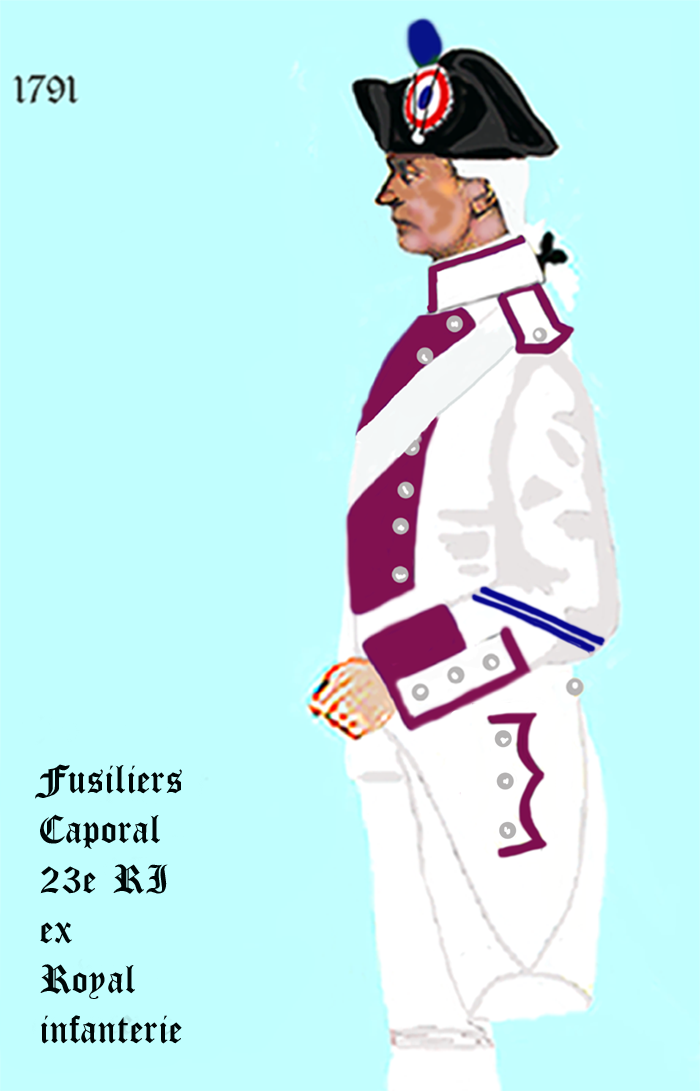
23e régiment d’infanterie de ligne de 1791 à 1792
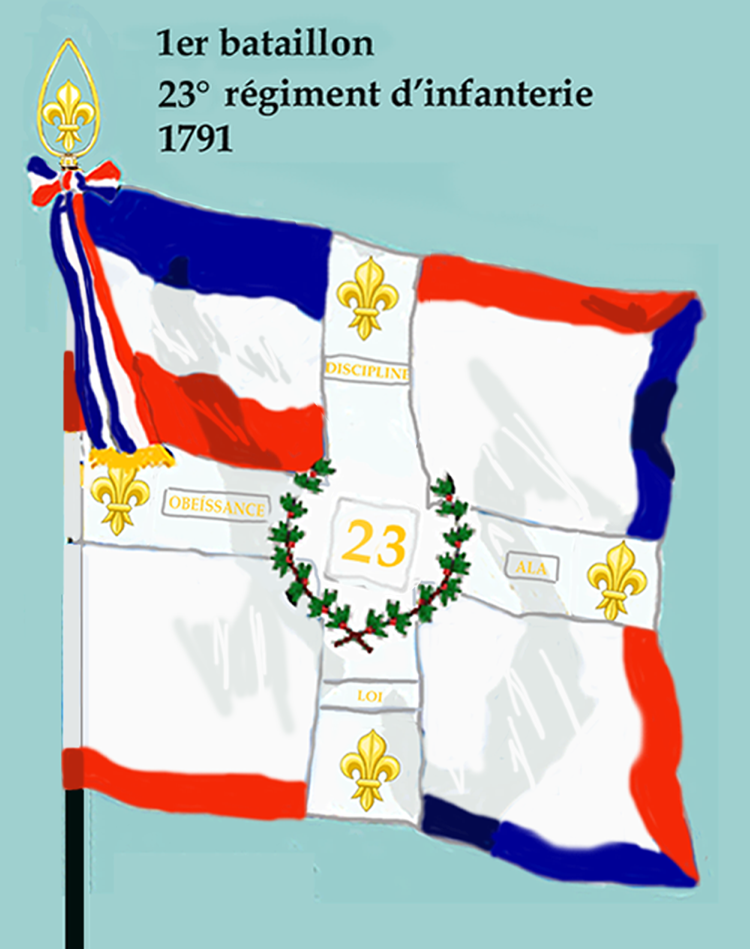
Drapeau du 1er bataillon du 23e régiment d'infanterie de ligne de 1791 à 1793
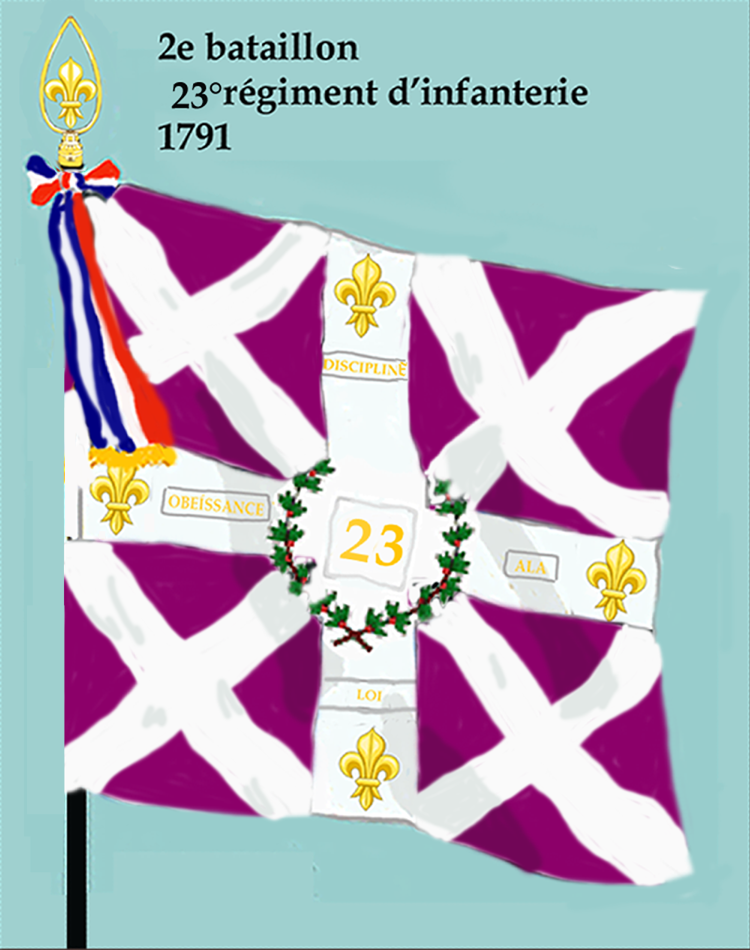
Drapeau du 2e bataillon du 23e régiment d'infanterie de ligne de 1791 à 1793

#### Guerres de la Révolution
En 1791, le régiment, devenu 23e de ligne par le licenciement du régiment du Roi, est envoyé à Huningue.
Il revint, en 1792, à Strasbourg, où il est abandonné par quinze de ses officiers au moment où les hostilités allaient commencer. Les soldats furent obligés de poser des gardes pour empêcher qu'on leur enlevât leurs drapeaux. Au mois d'avril, après avoir participé à la prise de Porrentruy, les troubles d'Avignon le firent envoyer dans le midi. Il se rendit plus tard à Briançon, et son 1er bataillon, après avoir contribué à la conquête de la Savoie, sous les ordres du général Montesquiou, occupe successivement Modane et Saint-Jean-de-Maurienne.
En 1793, les deux bataillons firent partie de l'armée des Alpes, commandée par Kellermann. Quand ce général fut appelé par la Convention à la pénible mission de faire le siège de Lyon, le 1er bataillon du régiment Royal l'y accompagna, et ce fut le seul bataillon de troupes de ligne employé à la réduction de cette cité.
A la fin de 1793, les deux bataillons furent réunis à l'armée des Alpes, et prirent part à toutes les opérations du général Dumas. La conduite du régiment fut admirable à l'attaque des retranchements du Mont-Cenis, le 14 mai 1794. Le 2e bataillon enleva successivement les trois redoutes des Rivets qui étaient hérissées de canons. Pendant ce temps, le 1er bataillon, parti de Lanslebourg, marchait à la tête de la colonne du centre et, arrivé au pied des palissades de la redoute de la Ramasse, il l'enleva en un clin d'oeil, en chassa les Piémontais, et en tourna contre eux les canons. L'ennemi fut poursuivi dans sa déroute jusqu'à la Novalaise.
Quelques jours après, l'organisation des premières demi-brigades fut exécutée à l'armée des Alpes :
- Le 1er bataillon du 23e régiment d'infanterie de ligne ci-devant Royal est amalgamé avec les 1er bataillon de volontaires des Basses-Alpes et 1er bataillon de volontaires de la Lozère pour former la 45e demi-brigade de première formation.
- Le 2e bataillon du 23e régiment d'infanterie de ligne ci-devant Royal est amalgamé avec les 4e bataillon de volontaires de l'Isère et 6e bataillon de volontaires de l'Isère pour former la 46e demi-brigade de première formation.

### 23edemi-brigadede première formation (1793-1796)

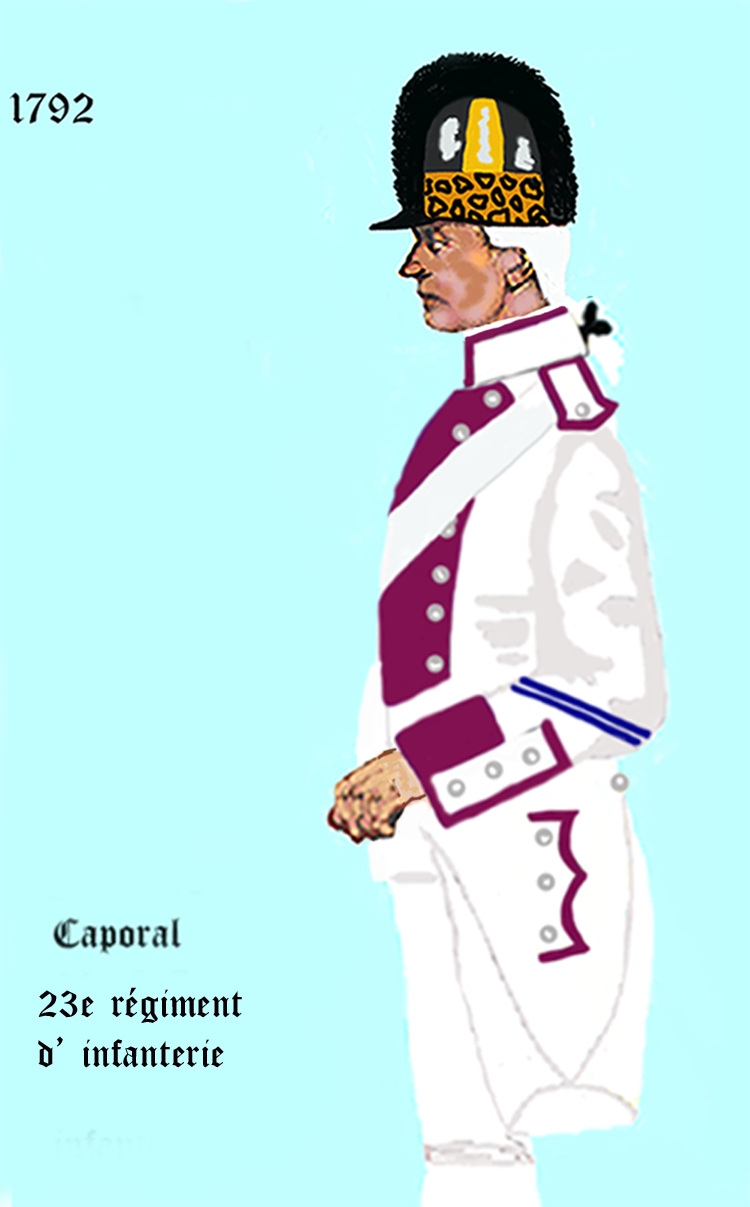
23e régiment d’infanterie de ligne de 1792 à 1794
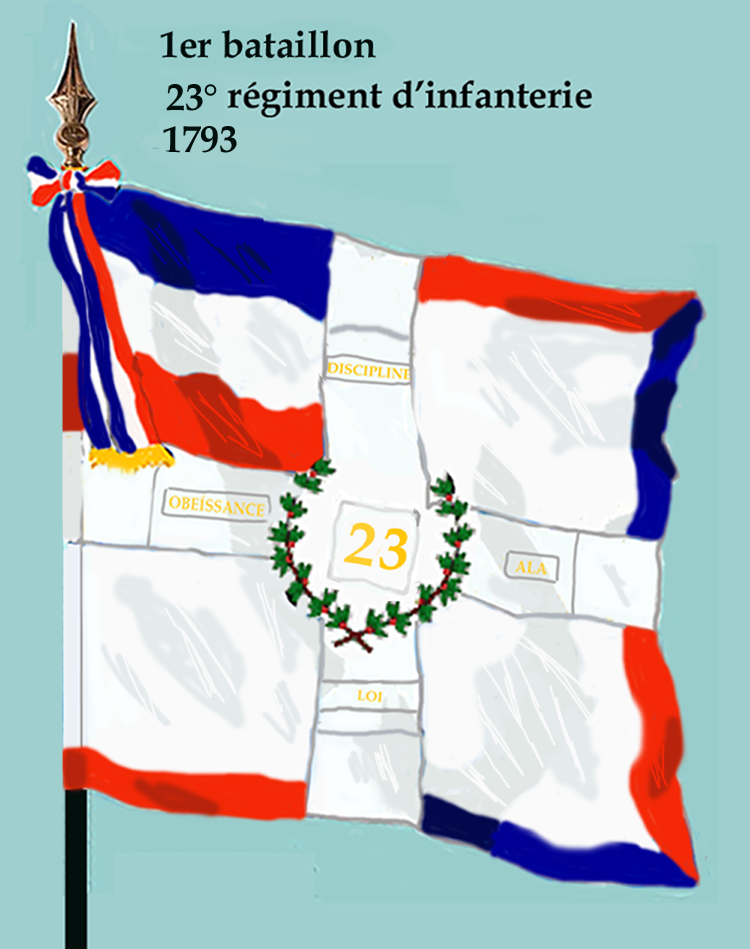
Drapeau du 1er bataillon du 23e régiment d'infanterie de ligne de 1793 à 1804
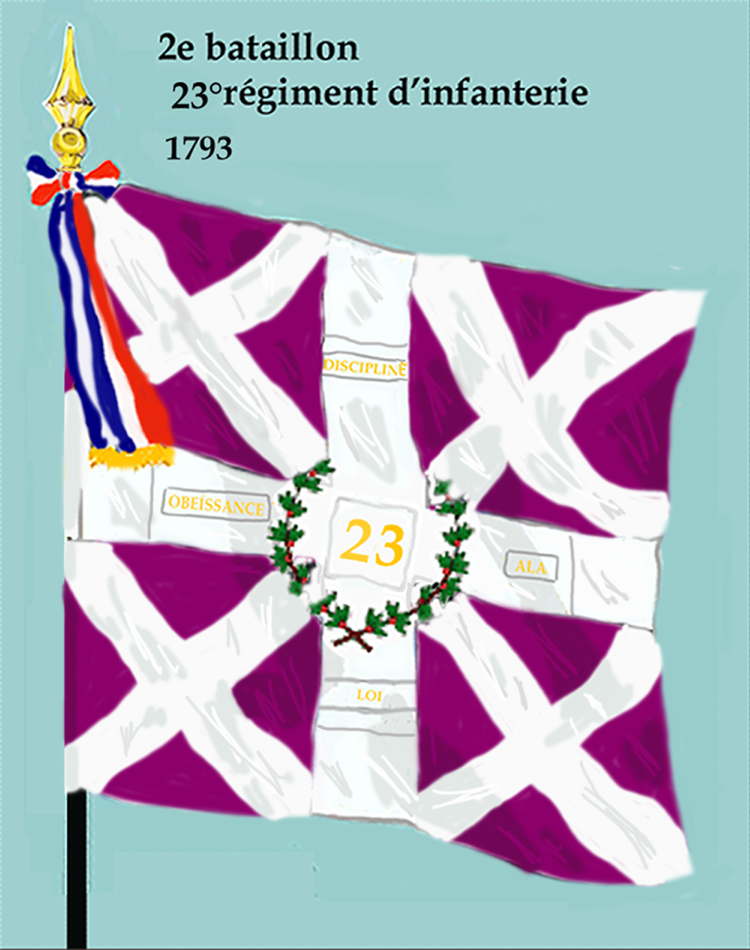
Drapeau du 2e bataillon du 23e régiment d'infanterie de ligne de 1793 à 1804

#### Guerres de la Révolution
En 1793, lors du premier amalgame la 23e demi-brigade de première formation est formée avec les :
- 1er bataillon du 12e régiment d'infanterie (ci-devant Auxerrois)
- 2e bataillon de volontaires du Pas-de-Calais
- 3e bataillon de volontaires du Calvados

La 23e demi-brigade, fait les campagnes de l'an II et de l'an III à l'armée du Nord avec laquelle elle participe aux batailles de Hondschoote, de Tourcoing, Bataille de Fleurus et celle de l'an IV à l'armée de Sambre-et-Meuse.

### 23edemi-brigadede deuxième formation (1796-1803)

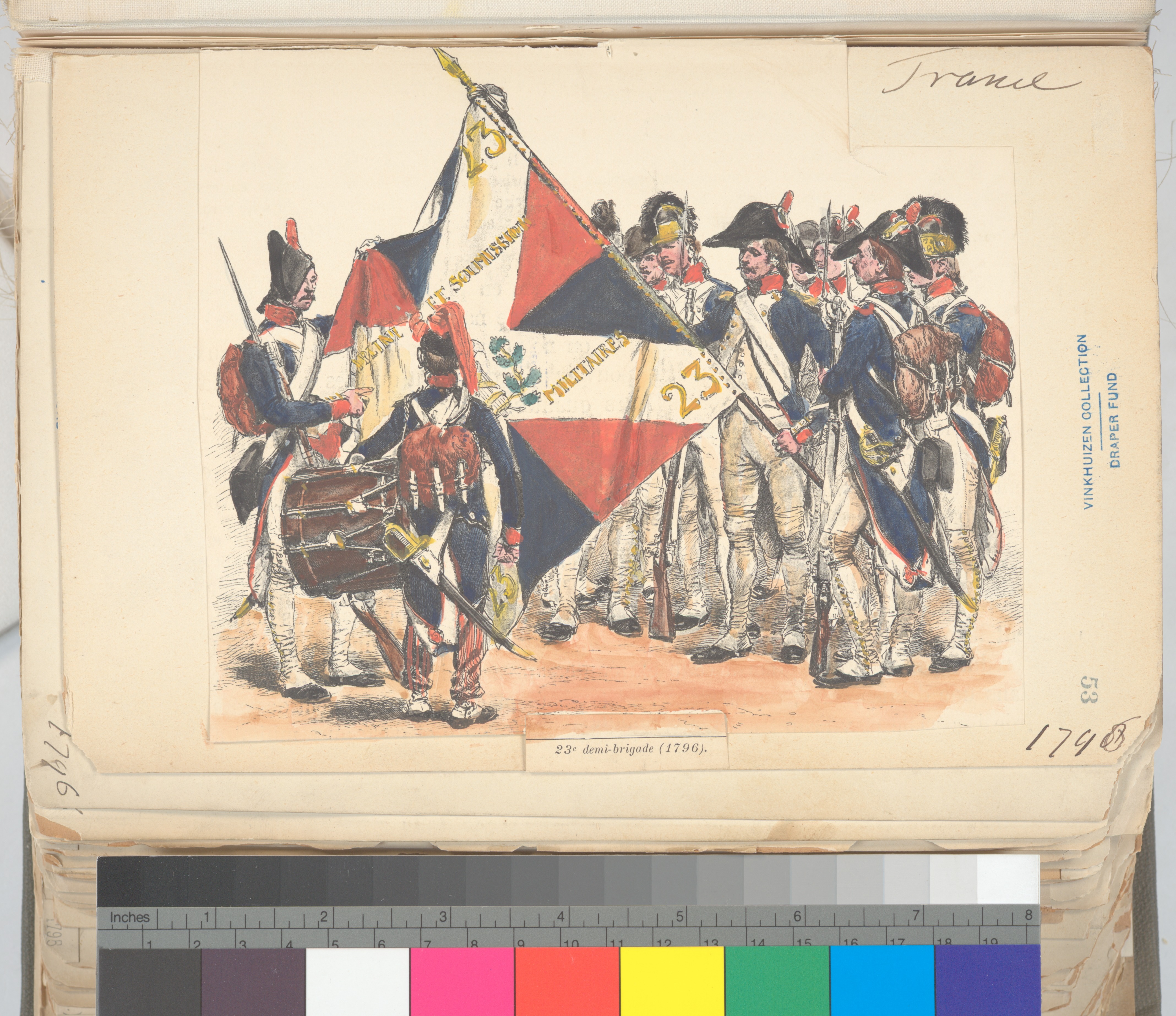
Drapeau de la 23e demi-brigade en 1796

La 23e demi-brigade de deuxième formation est formée le 23 pluviôse an IV (12 février 1796) par l'amalgame des :
- 27e demi-brigade de première formation (1er bataillon du 14e régiment d'infanterie (ci-devant Forez), 1er bataillon de volontaires du Pas-de-Calais et 11e bataillon des Fédérés Nationaux)
- 1er bataillon de la 175e demi-brigade de première formation (1er bataillon du 98e régiment d'infanterie (ci-devant Bouillon), 5e bataillon de volontaires du Nord et 11e bataillon de volontaires des Vosges)
- 3e bataillon de la 176e demi-brigade de première formation (2e bataillon du 98e régiment d'infanterie (ci-devant Bouillon), 4e bataillon des Fédérés Nationaux et Bataillon de Popincourt)

La demi-brigade fait les campagnes de l'an IV et de l'an V à l'armée de Sambre-et-Meuse et participe
- 1796 :
  - Bataille de Bamberg
- 1797 :
  - Bataille de Neuwied

La demi-brigade fait les campagnes de l'an VI et de l'an VII aux armées d'Allemagne, de Mayence, d'Helvétie et du Danube et celle de l'an VIII à l'armée du Rhin
- 1798-1799 : Suisse
- 1799
  - Bataille de Zurich
- 1800 : Rhin
  - Bataille d'Engen, ou un bataillon de la demi brigade se distingue particulièrement.
  - Bataille de Stockach,
  - Bataille de Moeskirch
  - Bataille de Hohenlinden

### 23erégimentd'infanterie de ligne (1803-1815)

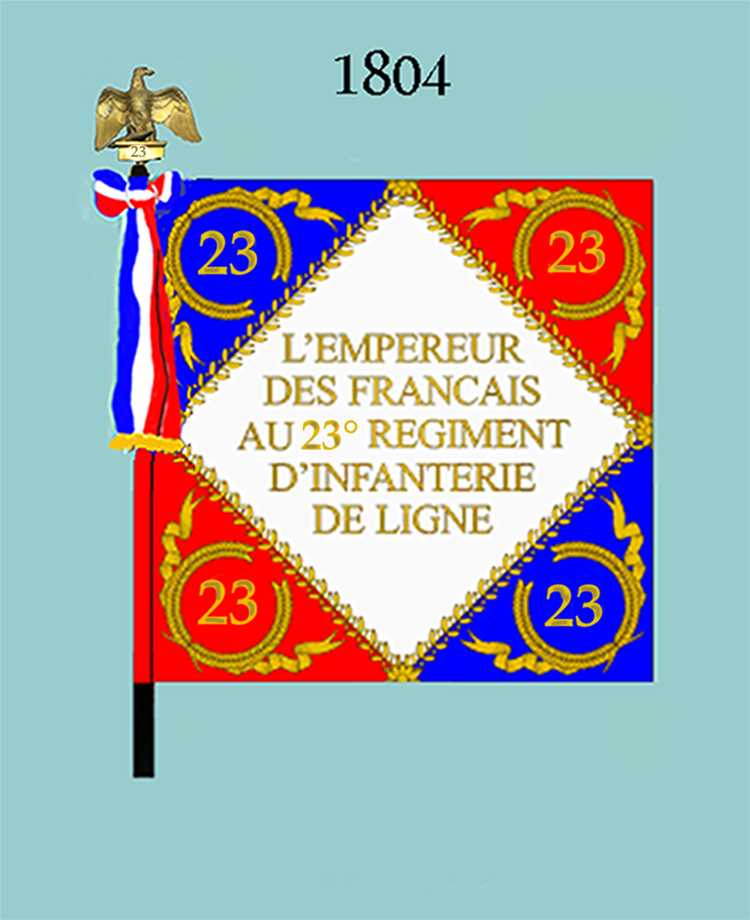
Drapeau modèle de 1804 (avers)
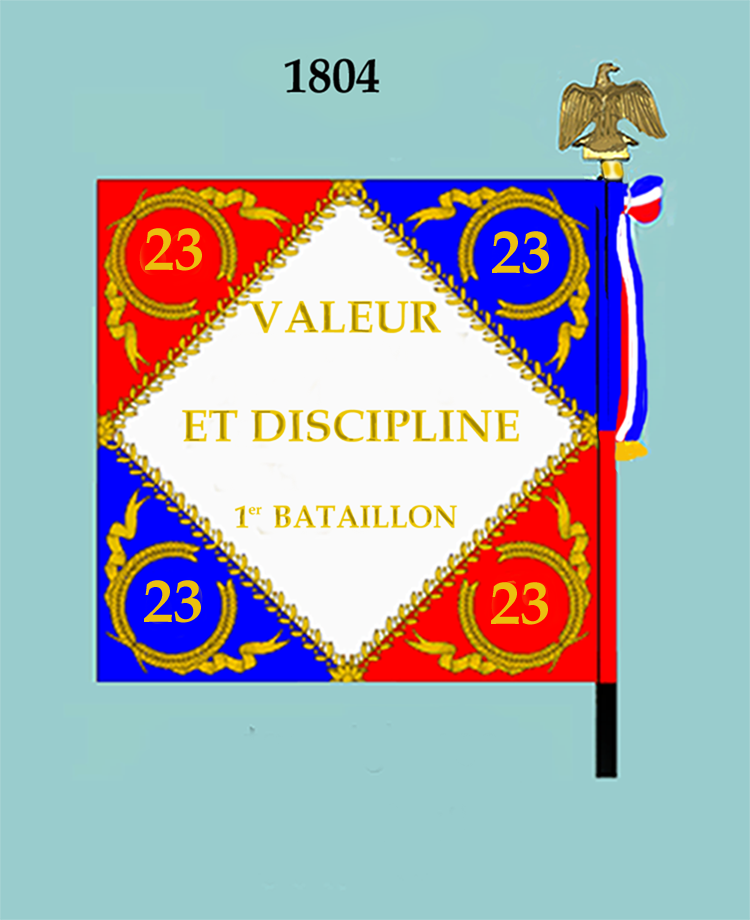
Drapeau modèle de 1804 (revers)

#### Guerres de la Révolution et de l'Empire
Par décret du 1er vendémiaire an XII (24 septembre 1803), le Premier Consul prescrit une nouvelle réorganisation de l'armée française. Il est essentiel de faire remarquer, pour faire comprendre comment, souvent le même régiment avait en même temps des bataillons en Allemagne, en Espagne et en Portugal, ou dans d'autres pays de l'Europe, que, depuis 1808, quelques régiments comptaient jusqu'à 6 bataillons disséminés, par un ou par deux, dans des garnisons lointaines et dans les diverses armées mises sur pied depuis cette date jusqu'en 1815.

Ainsi, le 23e régiment d'infanterie de ligne est formé à 4 bataillons avec les 1er et 2e bataillons de la 23e demi-brigade de deuxième formation et les 2 bataillons de la 73e demi-brigade de deuxième formation.

Le 3e bataillon de la 23e demi-brigade ayant été envoyé à l'expédition de Saint-Domingue, il entra dans la composition de la nouvelle 7e demi-brigade en application de l'arrêté du 12 floréal an XI (2 mai 1803).
Le 23e régiment d'infanterie de ligne fait les campagnes de l'an XII et de l'an XIII sur l'escadre de Toulon, celle de l'an XIV, de 1806, de 1807 et 1808 aux armées d'Italie et de Dalmatie et participe
- 1805 : Italie
  - Bataille de Caldiero
- 1806: Quatrième Coalition
  - Bataille de Lesina,
  - Siège de Raguse
  - Bataille de Castel-Nuovo
- 1807-1809 : Dalmatie - Cinquième Coalition
- 1808 :
  - Bataille d'Ibraichi

Il fait la campagne de 1809 au 11e corps de la Grande Armée
- 1809 :
  - Bataille de Sacile,
  - Bataille du Piave,
  - Bataille de Saint-Daniel,
  - Bataille de Kitta,
- 1809 : Allemagne
  - Bataille de Gradschltz,
  - Bataille de Gospich
  - Bataille de Wagram

Il fait les campagnes de 1810, 1811, 1812 et 1813 aux armées d'Illyrie, d'Espagne, de Catalogne et au corps d'observation de l'Ebre, et se trouve engagé
- 1810 : Espagne
  - Combats en Catalogne
- 1811 :
  - Bataille de Moncada

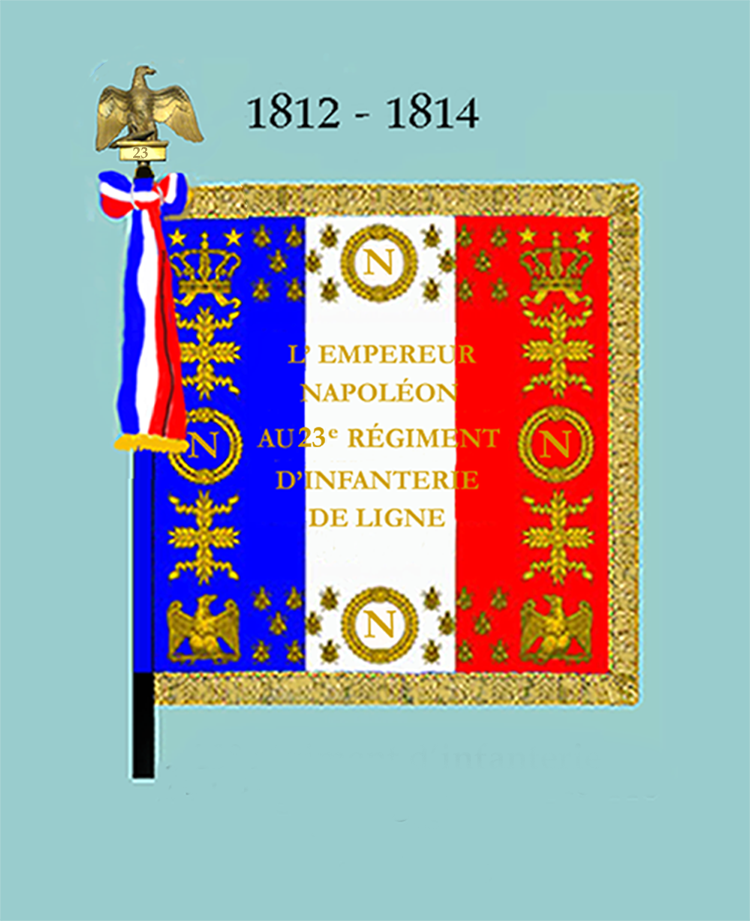
Drapeau modèle de 1812 (avers)
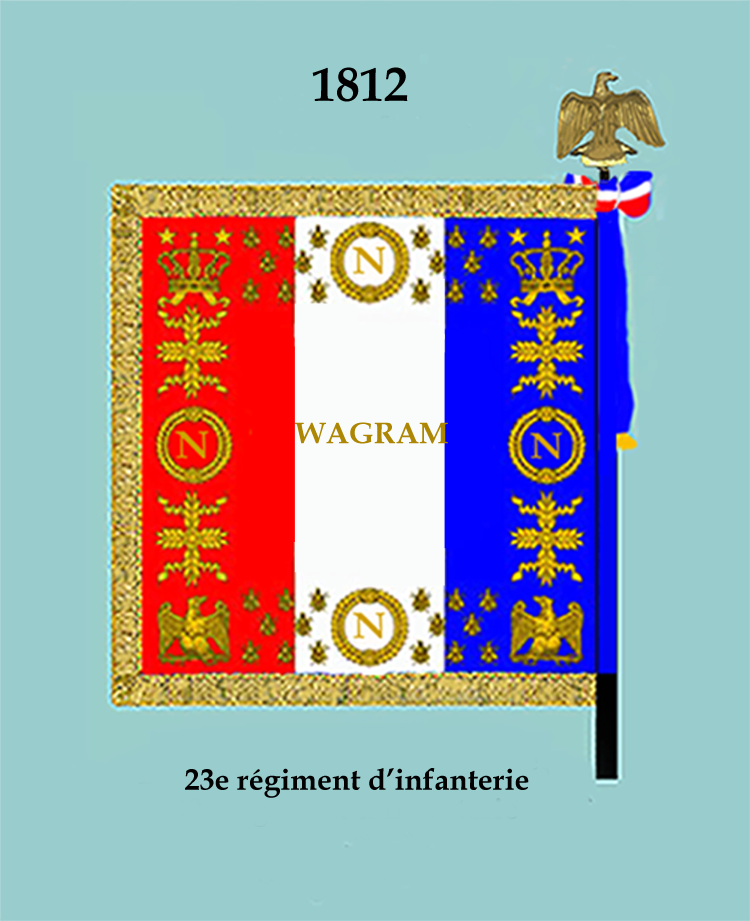
Drapeau modèle de 1812 (revers)

- 1812 :
  - combats autour de Barcelone

- 1813 : Campagne d'Allemagne
  - 2 mai : Bataille de Lutzen,
  - 20-21 mai : Bataille de Bautzen,
  - Bataille de Banolas,
  - 6 septembre : Bataille de Jüterbog,
  - 2 octobre : Bataille de Wartenburg,
  - 16 octobre : Bataille de Freiburg
  - 16-19 octobre : Bataille de Leipzig
  - 1813: Bataille de Hanau

Le régiment effectue la campagne de 1814 aux armées sous Mayence et de Lyon et se trouve  
- 1814 : France
  - Bataille de Briengen,
  - Bataille de Chambrey,
  - Bataille de Mâcon
  - Bataille de Limonest

En 1815 le 23e est aux 2e et 3e corps de la Grande Armée.
- 1815 : Campagne de Belgique
  - Bataille de Ligny
  - Bataille de Wavre

Après la seconde abdication de l'Empereur, Louis XVIII réorganise de l'armée de manière à rompre avec l'héritage politico-militaire du Premier Empire.
À cet effet une ordonnance du 16 juillet 1815 licencie l'ensemble des unités militaires françaises.

### Légion de la Loire-Inférieure (1815-1820)
Par ordonnance du 11 août 1815, Louis XVIII crée les légions départementales. La 42e Légion de la Loire-Inférieure, ou légion de Lamballe, qui deviendra le 23e régiment d'infanterie de ligne en 1820, est créée, formée de trois bataillons.

### 23erégimentd'infanterie de ligne (1820-1882)

#### 1820 à 1852
En 1820 une ordonnance royale de Louis XVIII réorganise les corps de l'armée française en transformant les légions départementales régiments d'infanterie de ligne. Ainsi, le 23e régiment d'infanterie de ligne est formé, à Bayonne, avec les 3 bataillons de la légion de la Loire-Inférieure.
Le 23e régiment d'infanterie de ligne fait la campagne de 1823 au 1er corps de l'armée d'Espagne.
En 1830, rattaché à l'armée d'Afrique, il fait partie du corps expéditionnaire contre la régence d'Alger et participe aux campagnes de 1830 et 1831, s'illustrant au siège et à la prise d'Alger du 30 juin au 5 juillet 1830, au combat et prise de Blida et au combat du col de Mouzaïa, en  novembre de la même année.
En 1834 et 1835 il est affecté à la division des Pyrenées-Occidentales.
De 1835 à 1841 réaffecté à l'armée d'Afrique,,,,,, il se distingue, le 6 juillet 1836 au combat de la Sickack, les 21, 22 et 23 septembre 1837 lors de  la défense du camp de Medjez-Ammar, en octobre et novembre 1839 à l'expédition des Bibans et au combat d'Oued-Lalleg, le 31 décembre suivant. 
Le 24 novembre 1839, un détachement de 25 hommes du 23e de ligne, commandé par le sous-lieutenant Colomer, est anéanti alors qu'il escorte un convoi en direction de Sidi Klifa. D'après l'historiographie française, l'officer déclare à ses soldats encerclés « mes amis, souvenez-vous que vous êtes français ».
En 1840, il est au combat de Beni Mered, à l'engagement sur la Chiffa, à l'attaque et prise du col de Mouzaïa, au combat du bois des Oliviers, au combat près du Chelif et au combat devant Médéa. Durant la campagne de 1841,ce corps se signala dans plusieurs engagements contre les Arabes et les Kabyles[réf. souhaitée]. Le 23e de ligne rentre en France en septembre 1841.
En 1848, le régiment envoie deux bataillons à l'armée de Paris, qui prennent part aux journées de Juin contre les insurgés.

#### Second Empire
En 1854, le régiment est à l'armée du Nord, rassemblée pour défendre la France face au risque d'invasion germanique dans le contexte de la guerre de Crimée,. En 1855, il passe à la deuxième division de l'armée de Paris. Cette division (division Regnaud) part en Algérie en 1856 pour soumettre la Grande Kabylie,,.
Au déclenchement de la Campagne d'Italie (1859), la division Regnaud devient la 1re division du 3e corps de l'armée d'Italie.
- Bataille de Magenta[4]

#### Guerre franco-allemande de 1870-1871
Il appartenait au début de la guerre de 1870 à la 1re brigade (général Pouget puis Mangin) de la 2e division (général Bataille puis Fauvart-Bastoul) du 2e corps (général Frossard) de l'armée du Rhin.
Son entrée en campagne a été indiquée dans un renvoi[Quoi ?][Où ?].
Étant du 2e corps, le régiment fut de tous les principaux combats en Lorraine. Il participa à la reconnaissance offensive sur Sarrebruck le 2 août, occupant inutilement l'Exerzir Platz jusqu'au 5, date de son repli sur ordre sur les hauteurs de Stiring à Spicheren. Le 6, il fut à ces deux endroits de la bataille de Forbach-Spicheren, obligé de reculer devant l'ennemi et parfois en désordre. Puis après plusieurs défaites, ce  fut le reflux sur Metz. Le 19 après-midi, la 2e division s'installa sur les pentes sud du fort de Saint-Quentin, non encore terminé. C'était le début du siège. Le 26 août, une velléité de sortie amena le 2e corps à franchir Metz pour se porter entre la ferme de Bellecroix et le ravin de Vantoux. L'opération fut annulée et le corps vint s'installer en limite sud du Sablon et de Montigny, entre Seille et Moselle, le long en gros de la voie ferrée, emplacement qu'il gardera jusqu'à la fin. La division Bataille occupa le sud de Montigny, entre l'ancienne route de Metz-Nancy (l'actuelle route nationale 57) et la voie ferrée reliant ces deux villes, le 23e de ligne étant à l'est du dispositif, près du fameux pont. Chaque division créa une compagnie de partisans. Le 23e de ligne fournit une section sous les ordres du lieutenant Coron. Elle fut cantonnée dans la grande rotonde des locomotives de Montigny. Les 31 août et 1er septembre ce fut la décevante « sortie » de Noisseville. Le premier jour, le 23e de ligne, entre Flanville et Saint-Agnan, eut peu à intervenir mais sa section de partisans alla abattre tous les servants d'une batterie fort dangereuse. Le lendemain, ordres et contre-ordres multiplièrent les actions du 23e de ligne à Coincy avant le retour près de la culée du pont.
Le 28 octobre fut connue la signature de la reddition de l'Armée.
Le lendemain, par une pluie battante, le 23e RI sortait de Metz par le Sablon et la route de Magny pour gagner la ferme de Saint-Thiébault où il devenait prisonnier de guerre[réf. à confirmer]. 
Le 16 août 1870, le 4e bataillon, formé, pour la plupart, de nouveaux arrivants, quitte le dépôt pour créer le 7e régiment de marche, qui deviendra en septembre le 107e régiment d'infanterie qui formera la 2e brigade de la 1re division du 13e corps d'armée et participe à la première bataille de Châtillon le 19 septembre. Le 17 novembre 1870 eut lieu le combat de Torçay où fut engagée une compagnie de marche du 23e de ligne qui composait le 36e régiment de marche[réf. nécessaire].
Le 6 janvier 1871, la compagnie de marche du 23e RI qui composait le 36e régiment de marche est engagé dans l'affaire du Gué-du-Loir[réf. nécessaire].

#### De 1871 à 1914
Le dépôt du 23e de ligne fusionne fin mars 1871 avec le 123e de ligne.
- Le régiment tient garnison à Soissons[23], Saint-Quentin, Guise et Bohain[réf. souhaitée] puis est intégré en septembre 1873 à la 28e brigade de la 14e division du 7e corps d'armée[24] et rejoint Bourg-en-Bresse[25] où il va rester jusqu'au 1er avril 1923 à la caserne Aubry. La ville a donné son nom a une rue.

En 1875, il passe de la 28e brigade à la 25e brigade de la 13e division d'infanterie.
- 1883-1885 : le IVe bataillon participe à la campagne d'Extrême-Orient[27]
  - 1883 Tonkin assaut de Bac-Ninh et retraite de Lang-Son
- 1902-1903 appelé contre les grévistes à Saint-Étienne et Lille

#### Première Guerre mondiale

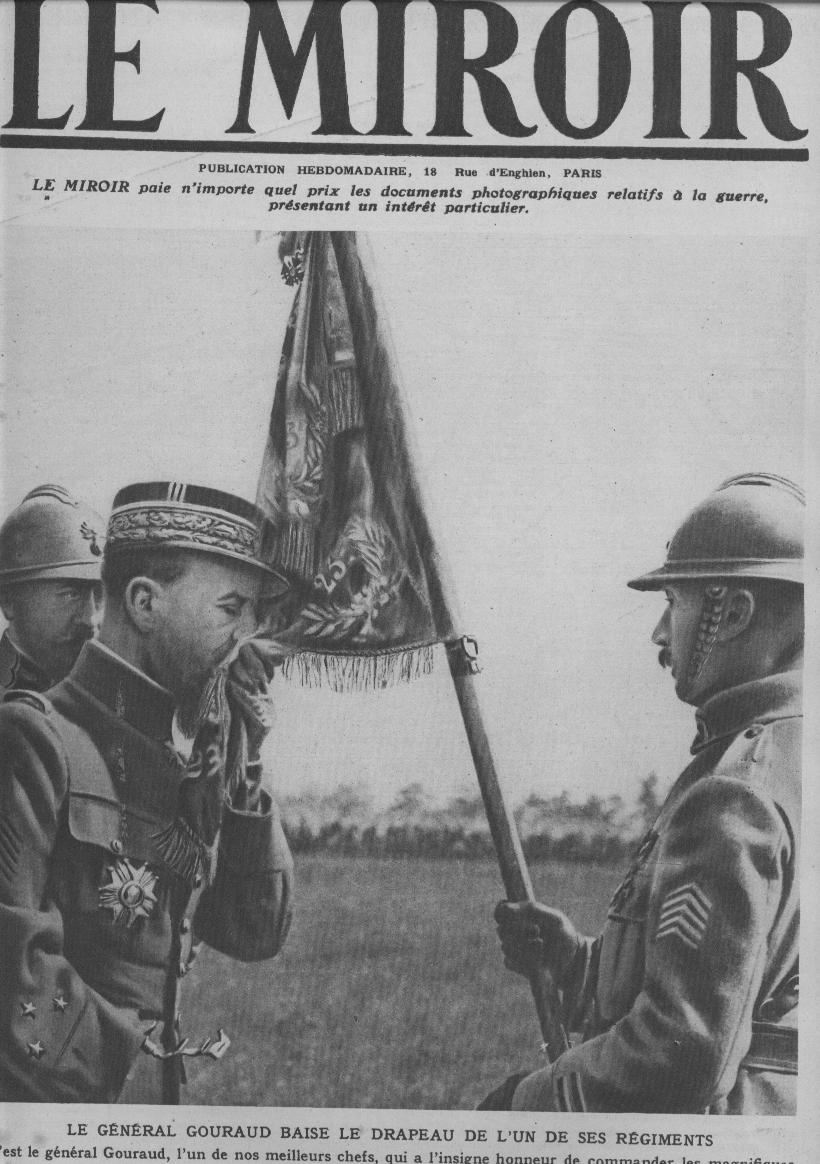
Salut du général Gouraud au drapeau du 23e, Le Miroir.

##### Affectation
Rattaché à la 41e division d'infanterie d'août 1914 à novembre 1918. Le 23e régiment présente la particularité exceptionnelle d'avoir compté parmi ses soldats un grand nombre de photographes aguerris, notamment Frantz Adam et les frères Roux, qui ont documenté le conflit de la déclaration de guerre à l'armistice.

##### 1915
- Mars : le dépôt du 23e RI forme une compagnie du 414e régiment d'infanterie.
- Juin : bataille de La Fontenelle[28] dans les Vosges
- Bataille du Hartmannswillerkopf, en Alsace[28].

##### 1917
- Bataille du Chemin des Dames [28]
- Il participa aux mutineries de 1917. Les 1er et 2 juin 1917, les soldats du régiment manifestent à Ville-en-Tardenois, chantant l'Internationale avec drapeau rouge en tête. Ils jettent des pierres et arrachent l'uniforme du général Bulot. Une seconde manifestation a lieu le lendemain. Le régiment est éloigné en camions et cinq soldats seront condamnés à mort et exécutés[28].

##### 1918
- Bataille de l'Aisne (1918)[28]
- Oulchy-le-Château[28],
- Bataille de la Lys , dont combat sur l'Escaut[28]

Citation : « Régiment d'attaque de premier ordre, très manœuvrier et où les actions d'éclat individuelles ne se comptent plus. » Citation 1918.
Citation : « Régiment d'un moral très haut, a constamment fait preuve, au cours de la campagne, d'une belle ardeur offensive et d'une grande habileté manœuvrière. »

#### Entre-deux-guerres

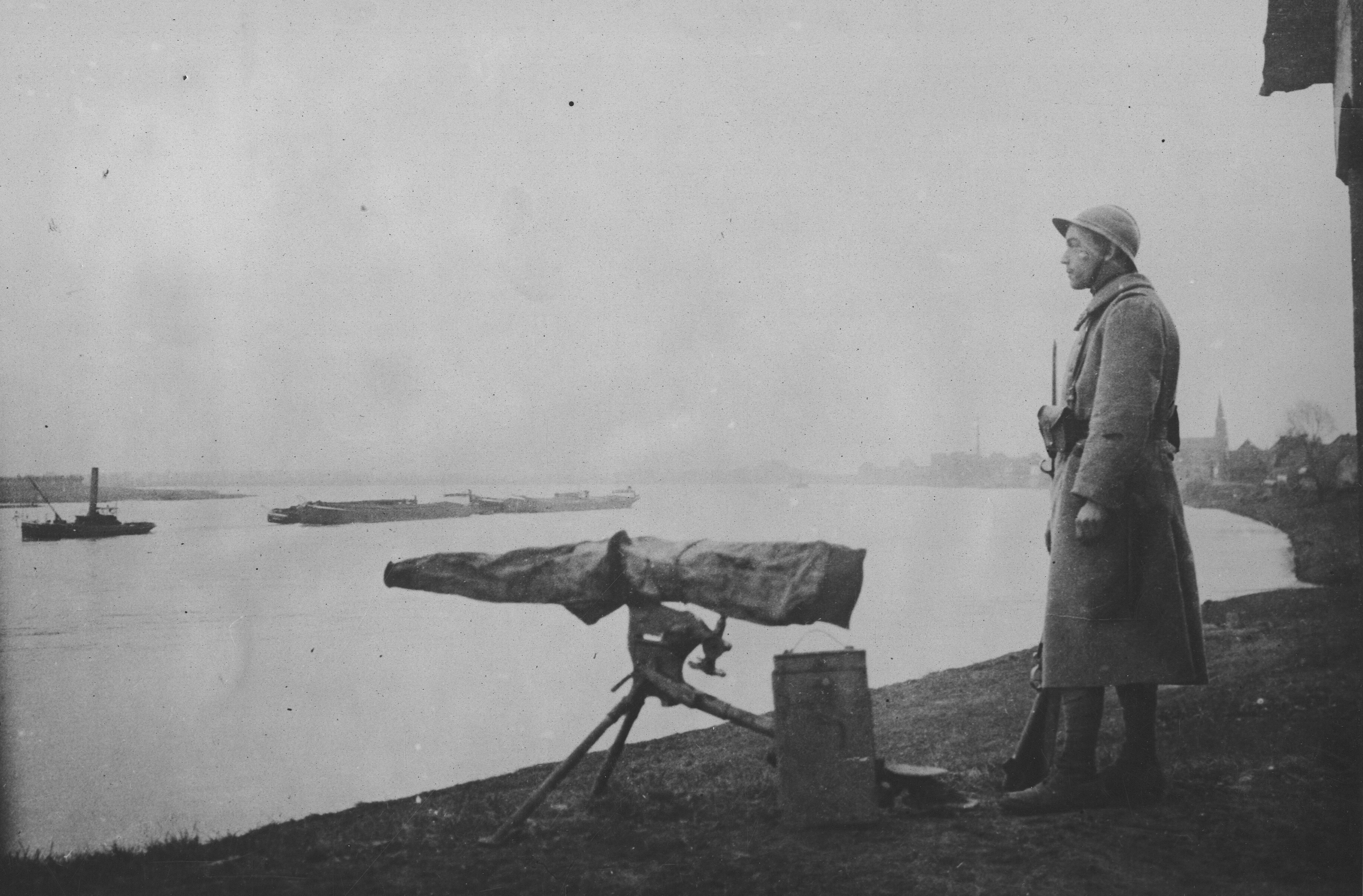
Soldat du sur le Rhin près de Düsseldorf en juillet 1919.

- Le 13 juillet 1919, sur la place de l'Hôtel-de-ville de Paris, le Président de la République a accroché au drapeau, la croix de la Légion d'honneur[29],[30]. Il regagna sa garnison d'avant guerre Bourg après neuf années d'occupation en Allemagne.
- En 1933 avec le 153e RI , il forme l'infanterie de la région fortifié de la Lauter à Haguenau.

#### Seconde Guerre mondiale
Le 23e RIF (régiment d'infanterie de forteresse) est formé le 22 août 1939 il appartient au secteur fortifié de Haguenau. Région Militaire, Centre Mobilisateur d'infanterie : réserve A RIF type Metz/Auter ; il est mis sur pied par le CMI 202 de Haguenau. Ne se rendant, avec l'ouvrage du Hochwald, que le 2 juillet 1940, après l'armistice, sur ordre formel du général Huntziger président de la Délégation française auprès de la commission d'Armistice. Ce régiment ne s'était donc pas rendu a l'ennemi malgré la signature de l'Armistice de 1940 et a tenu ses positions jusqu'à l'ordre formel du général Huntziger. Reconstitué à Toulouse le 26 août 1940 il fut dissous le 30 novembre 1942 après l'occupation totale de la France par les Allemands.

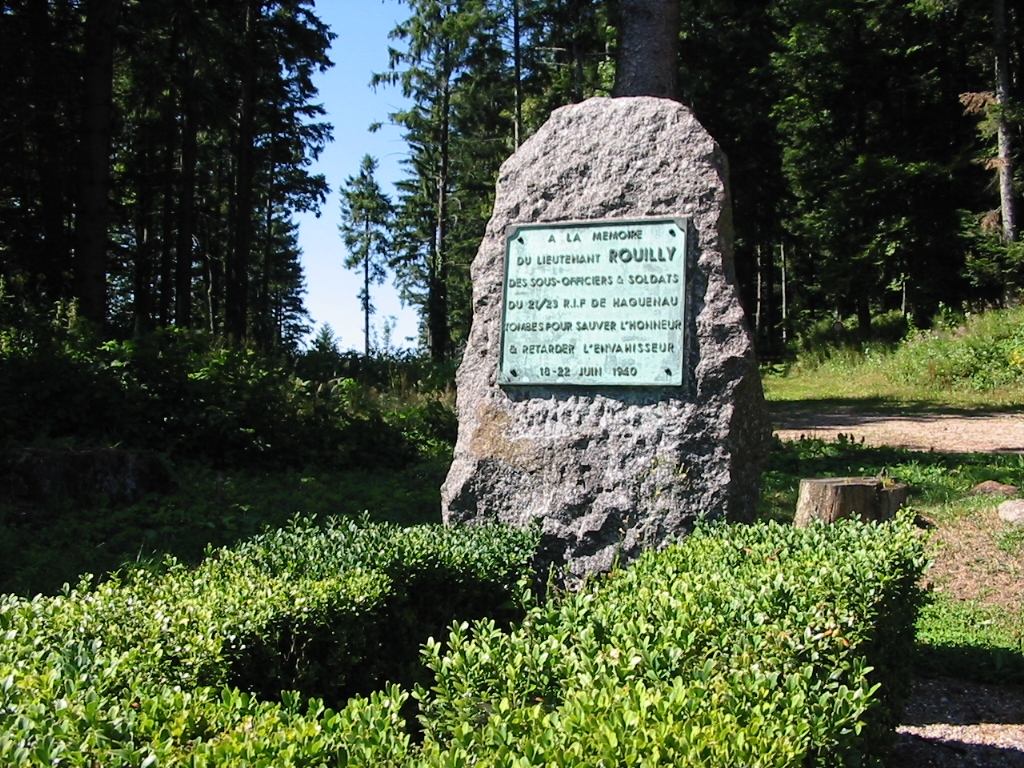
À la mémoire du lieutenant Rouilly (juin 1940).

#### De 1945 à nos jours
Reformé en Alsace en février 1945, le régiment connut les derniers combats et l'occupation puis le camp de Drachenbronn-Birlenbach avant une nouvelle dissolution le 31 décembre 1948.
Reformé le 16 juin 1954 avec des éléments des 26e RI, 151e RI, et 152e RI, à trois bataillons (effectif : 835 chacun) et une compagnie de commandement régimentaire (effectif 137) sous les ordres du colonel Buchalet, le commandant en second est le lieutenant colonel Chotin, intégré à la 11e division d'infanterie. Il forme avec le 1/28 R.A (effectif : 475), un détachement de transmissions (effectif : 78) et une antenne chirurgicale (effectif : 16), le groupe mobile 111 dirigé sur la Tunisie dès le début du mois d'août 1954. Placé au nord de la Tunisie (région de la Kroumirie) et passe sous le commandement du colonel De Widerspach Thor en 1955. Le régiment combat en Tunisie et après le printemps 1957 en Algérie.
Au cessez-le-feu du 19 mars 1962 en Algérie, le 23e RI constitue, comme 91 autres régiments, les 114 unités de la Force locale. Le 23e RI forme deux unités de la Force locale de l'ordre algérienne, la 415e UFL-UFO à Oum Toub et la 414e UFL-UFO à Nakarta, composées de 10 % de militaires métropolitains et de 90 % de militaires musulmans, qui pendant la période transitoire devaient être au service de l'exécutif provisoire algérien, jusqu'à l'indépendance de l'Algérie en application des Accords d'Evian du 18 mars 1962).
Le 1er mars 1963, était créé à Bourg-en-Bresse un centre mobilisateur qui prenait la numéro 23 en souvenir du régiment caserné dans sa ville de 1872 à 1919.
Il se trouve dans la zone nord est du Constantinois jusqu'en 1961, puis en Allemagne jusqu'à sa dissolution en juillet 1962. Le 1er juillet 1964, le 23e RI renaît à Sarrebourg qu'il quitte en mai 1968 pour Metz Devant-les-Ponts (Caserne Desvallières) où il fut dissous à l'été 1976. Il est ensuite recréé comme régiment de réserve, mis sur pied par le CM144 à Dole pour rattachement à la 107e brigade de zone.

## Drapeau
Il porte, cousues en lettres d'or dans ses plis, les inscriptions suivantes, :
- Zurich 1799
- Wagram 1809
- Lützen 1813
- Magenta 1859
- L'Aisne 1917
- Soissonnais 1918
- Roulers 1918
- L'Escaut 1918
- Secteur fortifié d'Haguenau 1940
- AFN 1952-1962

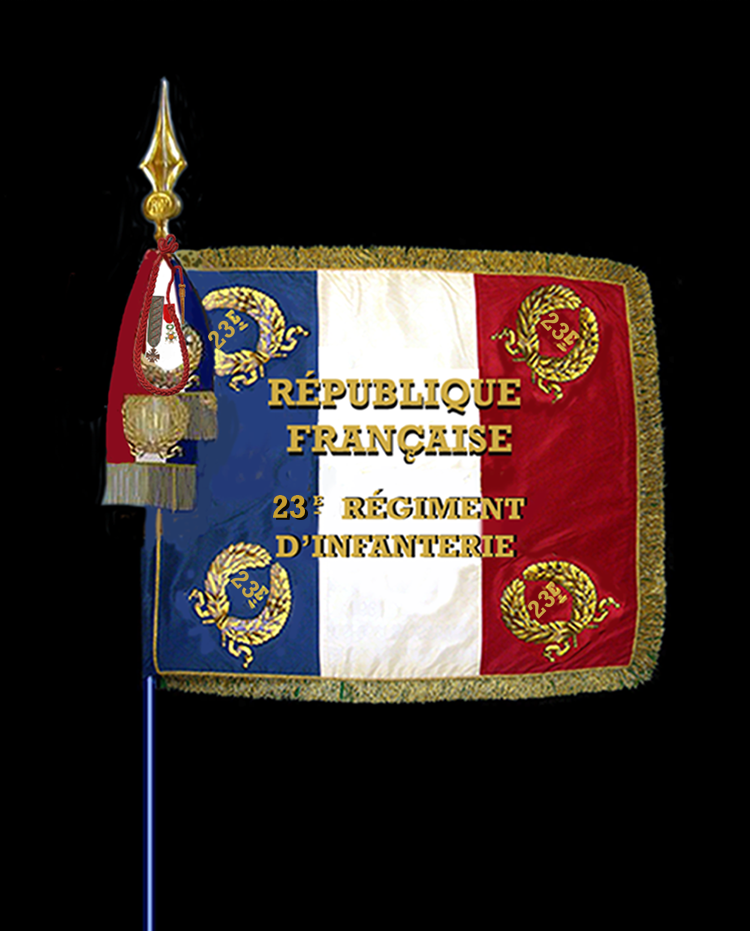
Drapeau à partir de 1921 (avers)
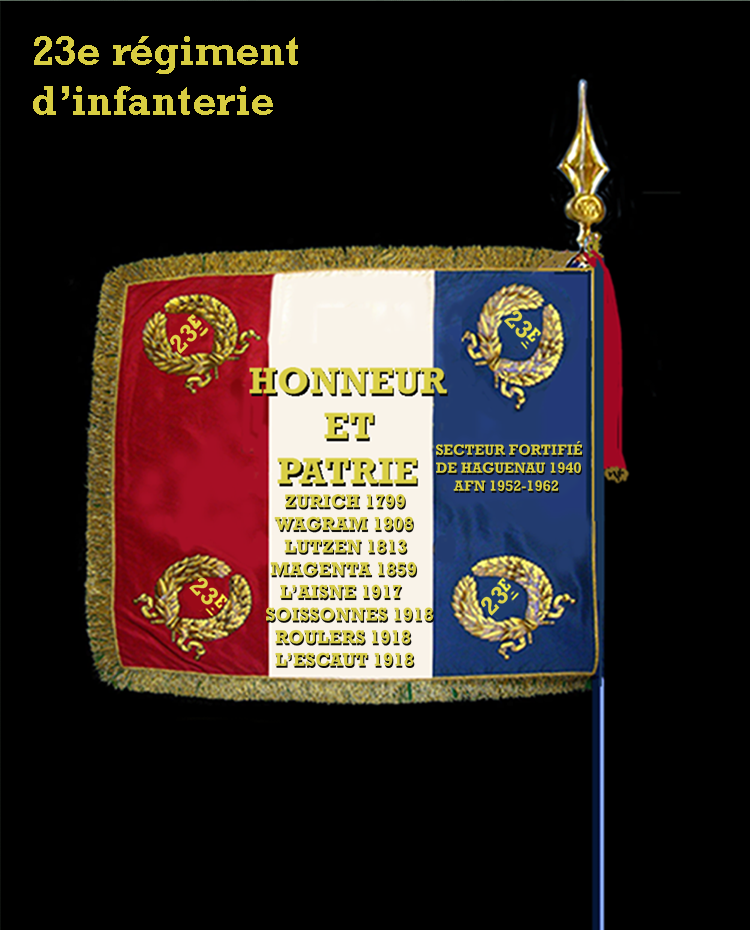
Drapeau à partir de 1921 (revers)

## Décorations
Sa cravate est décorée de la Croix de la Légion d'honneur  en 1919. De la Croix de guerre 1914-1918 avec 6 palmes et de la Médaille d'or de la Ville de Milan .
Il a le droit au port de la Fourragère a la couleur du ruban de la Légion d'honneur décernée le 10 décembre 1918.

## Personnages célèbres ayant servi au23eRI
- Pierre Jules Amadieu y est nommé lieutenant en 1841.
- Eustache Charles d'Aoust, général de la Révolution française, y est officier de 1778 à 1790.
- Marcel Bigeard y effectue son service militaire de 1936 à 1938 et est rappelé en mars 1939. En septembre 1939, le 2e bataillon du 23e RIF devient le 79e RIF, avec lequel il sert pendant la campagne de France (1940).
- Jean François Emmanuel Colomb-d'Arcine (1784-1865), alors engagé volontaire
- Le général Jean Ganeval y sert comme lieutenant-colonel alors que le régiment appartient à l'armée d'armistice et est cantonné à Toulouse.
- Philippe Ginestet est adjoint au chef de corps en 1940-1942
- Charles Hausberger y sert entre 1938 et 1940 comme chef de section.
- Joseph et Loys Roux, deux frères, prêtres catholiques et photographes.
- Jean-de-Dieu Soult sert de 1785 à 1791 au Régiment Royal Infanterie.

## Devise et uniformes
Ce ne sont pas des hommes, ce sont des lions

### Uniformes d'Ancien Régime

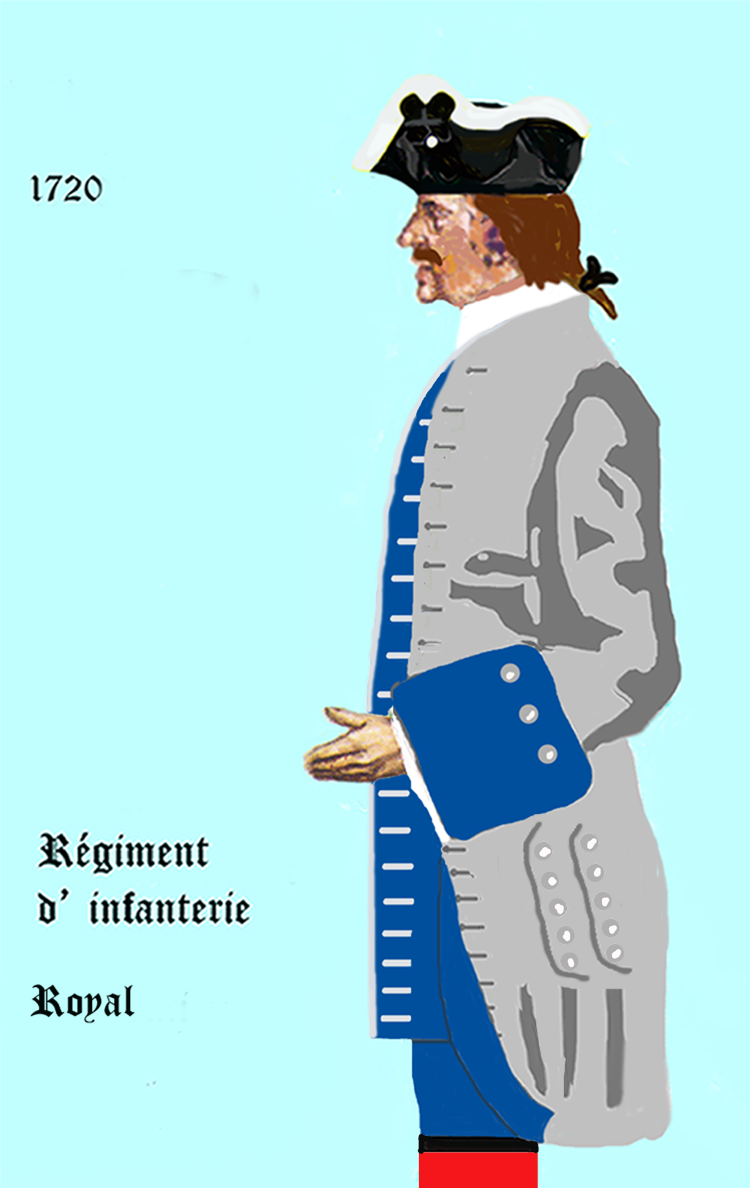
Régiment Royal 1720
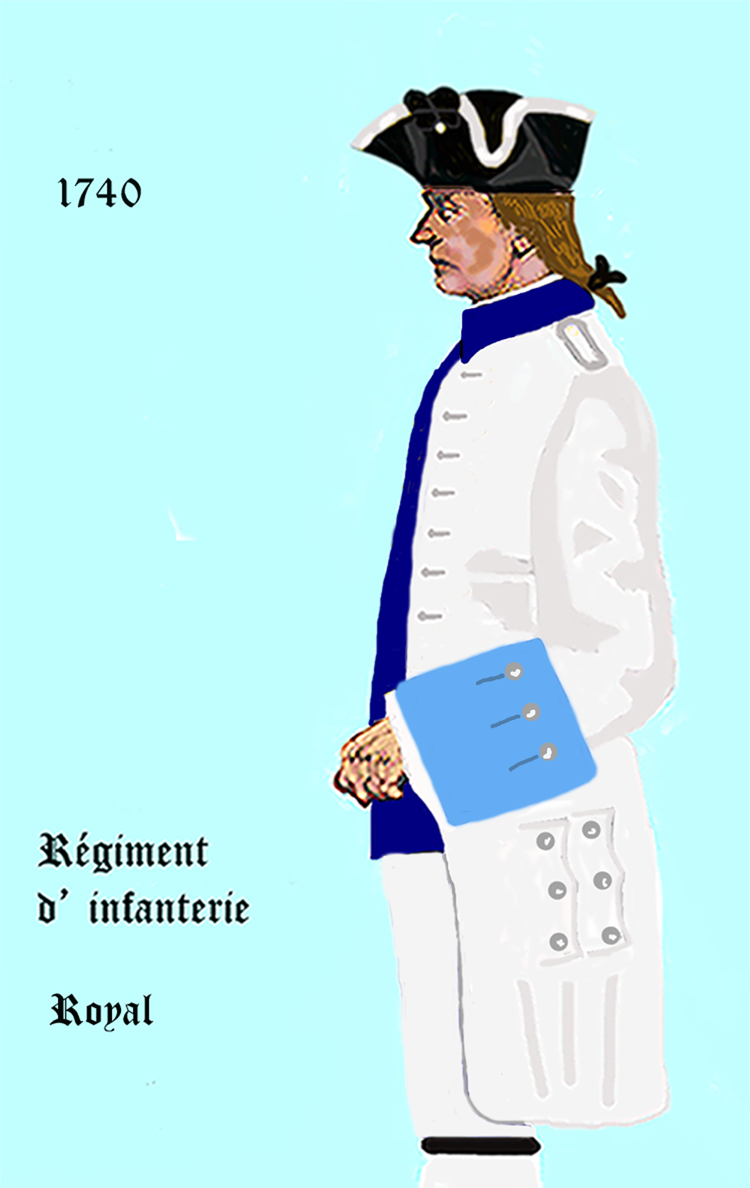
Régiment Royal 1740
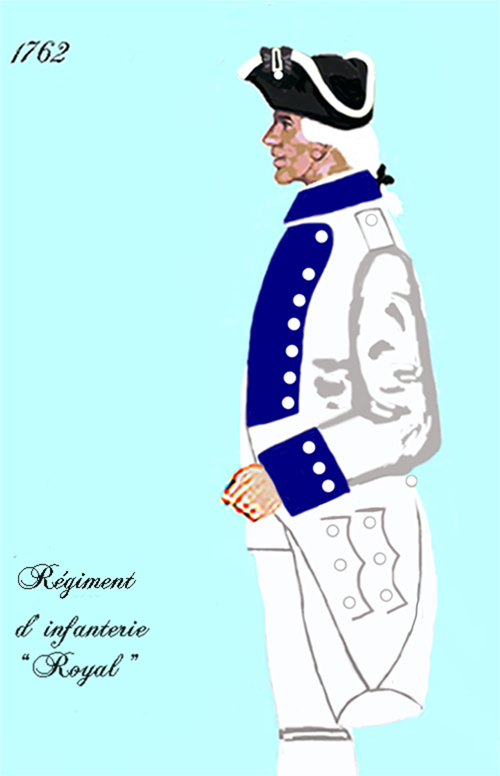
Régiment Royal 1762.

### Uniformes sous la Révolution et le Premier Empire

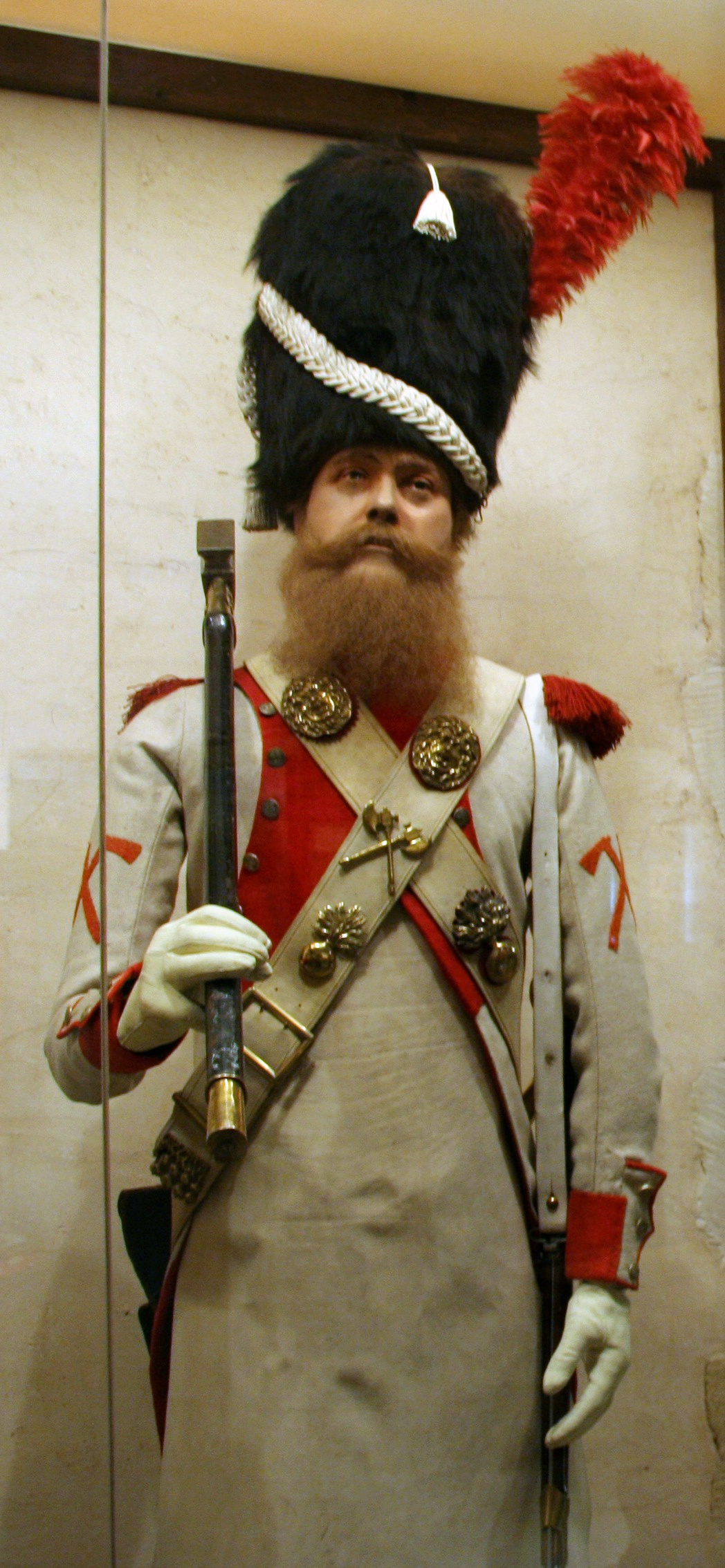
Sapeur du 23e RIL sous le Premier Empire de 1812 à 1813 au Château de l'Empéri.

## Sources et bibliographies
- L'histoire du régiment de 1918 à 1962 a été écrite par le capitaine de Coligny (éditions Axor-Danaé, 1999).
- "Armée française. Histoire du 23e régiment d'infanterie de ligne". Par A. Dumas. (impr. de Vve Dondey-Dupré, 1841). FRBNF30373289
- Victor Belhomme, Histoire de l'infanterie en France, t. 5, Henri Charles-Lavauzelle, 1902 (lire en ligne).